# Carina Birrell
Pour les articles homonymes, voir Birrell.
Carina Birrell, née en 1988 à Édimbourg (Écosse), est une actrice britannique,.

## Filmographie

### Comme productrice
- 2009 : Jack Said
- 2016 : LA Girlfriend (court métrage)
- 2017 : Echo (court métrage)
- 2017 : Right Swipe (série télévisée)

### Comme actrice
- 2009 : Jack Said : Amy
- 2011 : It's Just Sex (court métrage) : Rachel
- 2012 : Lip Service (série télévisée) : Lee
- 2013 : A Very Englishman (The Look of Love) : l'amie de Debbie
- 2013 : Mr Invisible (court métrage) : officier de police
- 2013 : Coke (court métrage) : la femme
- 2014 : Demon Baby (Wandering Rose) : Rose
- 2016 : LA Girlfriend (court métrage) : Alyssa
- 2017 : Echo (court métrage) : Rebecca
- 2017 : Right Swipe (série télévisée) : Emily
- 2012 : Giving (court métrage) : Josie
- 2018 : The Unfathomable Mr. Jones : Alice
- 2019 : One : Annabel

### Comme scénariste
- 2016 : LA Girlfriend (court métrage)
- 2017 : Right Swipe (série télévisée)